# Esgrima als Jocs Olímpics d'estiu de 1992
Als Jocs Olímpics d'Estiu de 1992 celebrats a la ciutat de Barcelona (Catalunya) es disputaren vuit proves d'esgrima, sis d'elles en categoria masculina i dues en categoria femenina. La competició se celebrà entre els dies 30 de juliol i 7 d'agost de 1992 al Palau de la Metal·lúrgia.
Participaren 305 esgrimistes, 234 homes i 71 dones, de 42 comitès nacionals diferents.

## Resum de medalles

### Categoria masculina
| Prova                     | Or | Argent                                                                                     | Bronze |
| Floret individual Detalls | Phillippe Omnes                                                                                        | Sergei Golubitsky                                                                          | Elvis Gregory                                                                                                  |
| Floret per equips Detalls | AlemanyaUdo Wagner · Ulrich Schreck · Thorsten Weidner · Alexander Koch · Ingo Weissenborn             | CubaElvis Gregory · Guillermo Betancourt · Oscar García · Tulio Díaz · Hermenegildo García | PolòniaMarian Sypniewski · Piotr Kiełpikowski · Adam Krzesiński · Cezary Siess · Ryszard Sobczak               |
| Espasa individual Detalls | Eric Srecki                                                                                            | Pàvel Kolobkov                                                                             | Jean-Michel Henry                                                                                              |
| Espasa per equips Detalls | AlemanyaElmar Borrmann · Robert Felisiak · Arnd Schmitt · Uwe Proske · Vladimir Reznitchenko           | HongriaIvan Kovacs · Krisztian Kulcsar · Ferenc Hegedus · Ernõ Kolczonay · Gabor Totola    | Equip UnificatPàvel Kolobkov Andrei Chouvalov Sergei Kravchouk Sergei Kostarev Valeri Zacharevich              |
| Sabre individual Detalls  | Bence Szabo                                                                                            | Marco Marin                                                                                | Jean-François Lamour                                                                                           |
| Sabre per equips Detalls  | Equip Unificat Grigori Kirienko Aleksander Chirchov Heorhiy Pohosov Vadim Gutzeit Stanislav Pozdniakov | HongriaBence Szabo · Csaba Koves · Györgi Nebald · Peter Abay · Imre Bujdoso               | FrançaJean-François Lamour · Jean-Phillippe Daurelle · Franck Ducheix · Hervé Grainger-Veyron · Pierre Guichot |

### Categoria femenina
| Prova                     | Or | Argent                                                                                                 | Bronze                                                                                           |
| Floret individual Detalls | Giovanna Trillini                                                                                        | Huefeng Wang                                                                                           | Tatiana Sadovskaya                                                                               |
| Floret per equips Detalls | ItàliaDiana Bianchedi · Francesca Bortolozzi · Giovanna Trillini · Dorina Vaccaroni · Margherita Zalaffi | AlemanyaSabine Bau · Zita Funkenhauser · Annette Dobmeier · Anja Fichtel-Mauritz · Monika Weber-Koszto | RomaniaReka Szabo-Lazar · Claudia Grigorescu · Elisabeta Tufan · Laura Badea · Roxana Dumitrescu |

## Medaller
| Posició | País            | Or | Argent | Bronze | Total |
| 1       | Alemanya        | 2  | 1      | 0      | 3     |
| 1       | Itàlia          | 2  | 1      | 0      | 3     |
| 3       | França          | 2  | 0      | 3      | 5     |
| 4       | Equip Unificat  | 1  | 2      | 2      | 5     |
| 5       | Hongria         | 1  | 2      | 0      | 3     |
| 6       | Cuba            | 0  | 1      | 1      | 2     |
| 7       | R.P. de la Xina | 0  | 1      | 0      | 1     |
| 8       | Polònia         | 0  | 0      | 1      | 1     |
| 8       | Romania         | 0  | 0      | 1      | 1     |